# 塞瓦斯蒂安·帕加多尔县
塞瓦斯蒂安·帕加多爾县（西班牙語：Provincia de Sebastián Pagador），是玻利維亞的县份，位於該國西部，屬於奧魯羅省的一部分，县府設於聖地牙哥德瓦里，面積973平方公里，2001年人口10,221，2001年人口密度每平方公里10.5人。